# John Heysham Gibbon
John Heysham Gibbon Jr. (Filadelfia, 29 settembre 1903 – Filadelfia, 5 febbraio 1973) è stato un chirurgo statunitense.

## Biografia
John Heysham Gibbon Junior è conosciuto soprattutto per aver inventato la macchina cuore-polmone e per aver effettuato il primo intervento a cuore aperto (una ristrutturazione per un difetto del setto atriale). Noto medico chirurgo dell'epoca,  viene ancora oggi unanimemente annoverato in una cerchia ristretta di eletti che riuscirono ad apportare grandi innovazioni nell'ambito bio-medico.

### Origini
Esercitò la sua attività principalmente a Filadelfia, che gli diede i natali il 29 settembre 1903 e presso la quale morì in seguito ad un arresto cardiaco (5 febbraio del 1973). Figlio del dottor John Heysham Gibbon Senior e Marjorie Young Gibbon, proveniva da una famiglia che vantava numerosi medici di un certo spessore. Figlio di un laureato al Jefferson Medical College (John H. Gibbon Senior, classe del 1891), John Jr. frequentava il secondo anno accademico quando annunciò al padre che era intenzionato ad abbandonare gli studi medici poiché prediligeva la carriera da scrittore. Gibbon Senior allora persuase cautamente il figlio a portare a termine medicina e contemporaneamente incoraggiò le sue attitudini alla scrittura verso una promozione della ricerca medica. Si distinse in varie applicazioni, ma la sua attività di chirurgo è a noi oggi ben nota prevalentemente in seguito all'invenzione della rinomata macchina cuore-polmone. Sposò Mary Hopkinson, figlia del pittore Charles Hopkinson, e da questa ebbe quattro figli, Mary, John, Alice e Marjorie. Nel 1972 cominciò a soffrire di problemi di cuore. Morì nel Febbraio del 1973 mentre giocava a tennis, in seguito ad infarto miocardico, pochi mesi prima della celebrazione del 20º anniversario della sua scoperta.

### Carriera
La carriera di Gibbon fu costellata di successi ed ancora oggi i suoi meriti sono dimostrati da una lunga serie di honorary degrees. Anzitutto, agli albori del suo percorso di studi, ricevette nel 1923 il titolo statunitense AB (Artium Baccalaureus o Bachelor of Arts, equipollente alla nostra Laurea di Primo Livello) dalla Princeton University, una delle più prestigiose istituzioni della Ivy League, e quindi del mondo. A seguire, conseguì un MD (Medicinae Doctor o Doctor of Medicine) dalla Jefferson Medical College di Filadelfia nel 1927. Ancora, fu insignito di molteplici riconoscimenti onorari dalle università di Princeton (sua “terra natìa”), di Buffalo e della Pennsylvania, ed infine da parte del Dickinson College (Carlisle, Pennsylvania).

### Esperienza di guerra
Durante la seconda guerra mondiale, si distinse altresì in ambito militare, prestando servizio presso le US Army Medical Corps e il Burma China India Theater (1940-1944). Nel 1942 fu mandato in Nuova Caledonia (sud Pacifico); fu promosso al grado di colonnello nel 1944 e nell'anno seguente divenne capo del servizio sanitario al Mayo General Hospital a Galensburg, Illinois. Dopo la fine della guerra, riprese la sua attività lavorando come assistant professor di chirurgia alla University of Pennsylvania School of Medicine, e divenendo in seguito membro del Consiglio dell’American Association of Thoracic Surgery.

## La macchina cuore-polmone

### La nascita della macchina e i suoi propositi
La chirurgia a cuore aperto comportava l'apertura del cuore e l'intervento nelle sue strutture interne. Affinché l'organismo restasse in vita era necessario delegare la funzione del cuore a un altro dispositivo per tutta la durata dell'operazione. Un secondo metodo poteva essere quello del raffreddamento del corpo (ipotermia) che prolungava il tempo in cui la circolazione era interrotta. Frustrato dalla sua incapacità di guarire pazienti affetti da gravi problemi cardio-polmonari, concepì una tecnica che permettesse costantemente al sangue di circolare e ossigenarsi senza l'ausilio di cuore e polmoni. Nel febbraio del 1931 ideò dunque la macchina cuore-polmone, dopo aver passato la notte seduto accanto a una donna operata alla cistifellea e incappata nella complicazione dell'embolia polmonare. Tale caso viene ancora oggi ricordato come ciò che provocò una sorta di spinta morale in Gibbon a volgersi alla ricerca di un escamotage per ovviare a quella che, all'epoca, si presentava come una grande incognita: operare a cuore aperto.
«Durante le diciassette ore in cui fui al fianco della paziente, continuava a venirmi in mente che il suo stato estremamente precario sarebbe molto migliorato se il sangue non ossigenato nelle sue vene fosse stato dirottato in un'apparecchiatura che gli permettesse di assorbire ossigeno e cedere anidride carbonica, per poi essere di nuovo pompato nella circolazione arteriosa»

### Lo sviluppo della macchina: gli insuccessi, lo scetticismo e il trionfo
Nel 1946 riprese la ricerca interrotta a seguito del suo servizio militare. La prima pompa di Gibbon fu sperimentata sui gatti con successo; la pressione arteriosa, infatti, non aveva subito alcun cambiamento. Tuttavia quasi tutti i gatti morivano dopo qualche ora. Gli anni seguenti il secondo conflitto mondiale egli cercò di potenziare il suo strumento in modo da aumentare le possibilità di una sopravvivenza a lungo. Intorno agli anni ‘30 mostrò il potenziale del primo abbozzo della macchina, realizzato in collaborazione con la moglie, utilizzandola per mantenere stabili le funzioni cardiache e polmonari di un gatto sottoposto a intervento. Riferì i risultati dei suoi esperimenti nel campo della circolazione extracorporea e nel 1953 descrisse quattro casi di pazienti che avevano subìto interventi cardiochirurgici con l'aiuto di un apparecchio meccanico cuore-polmone,  purtroppo risultati scoraggianti: dei quattro pazienti, tre morirono a causa di varie complicazioni. Il primo a causa di un'anomalia, il secondo a causa di un arresto cardiaco e il terzo per fuoriuscita di sangue che inondò tutto il campo da operare. Dopo l'angoscia e lo scoramento seguiti a quegli interventi, decise di non operare più al cuore ed entrò in uno stato di crisi personale tanto che le ultime pubblicazioni risalgono proprio a quel periodo, quando egli aveva cinquantatré anni.
«Il pessimismo era al culmine.[...].L'idea che il destino della correzione chirurgica a cuore aperto fosse segnato era ampiamente accettata».
Il trionfo della macchina di Gibbon sarebbe stato posticipato di qualche anno, tempo in cui John Kirklin, detentore della scena chirurgica a quel tempo insieme a Lillehei, investì nella sua modifica e perfezionamento. Il giovane Kirklin infatti, accompagnato da Richard Jones, entrambi della Mayo Clinic (Rochester, Minnesota), visitò il laboratorio di Gibbon per studiare dettagliatamente la sua macchina e insieme riuscirono a migliorare e semplificare l'ossigenatore a schermo di Gibbon, creando la macchina cuore-polmone di Mayo-Gibbon. La mortalità scese al 30%. Nei vent'anni successivi, sviluppò un modello più sofisticato della macchina che fu poi messa a punto grazie al supporto tecnico e finanziario dell'amico Thomas J. Watson, fondatore dell'IBM. Il 6 maggio 1953 Gibbon eseguì con grande successo il primo bypass cardiaco mai operato sull'uomo, salvando la vita a Cecelia Bavolek, ragazza diciottenne che presentava una malformazione al setto atriale. In tale occasione, il cuore e i polmoni della giovane donna furono fermati per 26 minuti sui 45 totali dell'operazione. Dopo questa operazione Gibbon sentiva “extreme exhilaration, relief, and joy that the patient had done well” (estrema eccitazione, sollievo e gioia per il fatto che la paziente stesse bene).

### La macchina oggi e le sue applicazioni in cardiochirurgia
Al giorno d'oggi, la macchina cuore-polmone (in inglese Heart Lung Machine), si configura come un apparecchio elettromedicale che garantisce la sopravvivenza dei pazienti chirurgici sostituendo temporaneamente le funzioni cardio-polmonari. In seguito a perfezionamenti che hanno permesso di rifinire il dispositivo, questo è oggi ampiamente utilizzato in Cardiochirurgia per pazienti affetti da tumore o come supporto cardio-circolatorio in pazienti con insufficienza cardiaca: rende possibili gli interventi a cuore aperto e fermo, sostituendo le funzioni cardiache con un insieme di strumentazioni che garantiscono comunque l'ossigenazione dei tessuti e l'eliminazione dell'anidride carbonica. La sua invenzione ha rivoluzionato radicalmente il mondo della chirurgia toracica, tanto da valere a Gibbon il titolo di padre della chirurgia cardio-toracica, e dischiudendo nuove frontiere, inconcepibili fino al momento della sua invenzione, per il campo della cardiochirurgia. Senza l'invenzione di Gibbon nessuno si sarebbe mai potuto aspettare un così netto sviluppo della cardiochirurgia, culminata con il trapianto di cuore nel 1967 a opera di Christiaan Barnard.

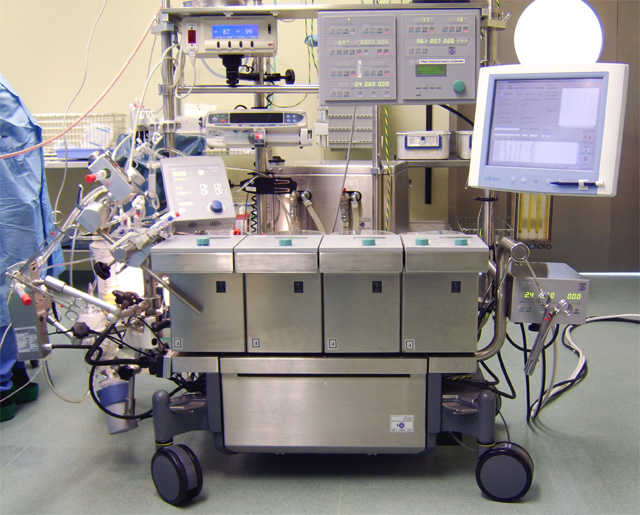
Macchina Cuore-Polmone oggi

## Curiosità
La carriera di Gibbon ruota essenzialmente attorno al ruolo di Professore di Chirurgia e Direttore di Ricerca chirurgica presso la Jefferson. Nonostante sia noto principalmente per la macchina cuore-polmone, a Gibbon dobbiamo una ricca lista di altri contributi clinici. Editore degli Annals of Surgery e autore di Surgery of the Chest, ebbe implicazioni con numerose medical societies negli USA e all'estero. Gibbon, che aveva ricevuto premi e riconoscimenti vari, continuò la sua pratica e il suo insegnamento alla JMC fino al 1967, anno in cui entrò in pensione e si ritirò a vita privata presso la sua casa di campagna insieme alla moglie. Benché fosse stato criticato nel 1953 per aver pensato di abbandonare i suoi lavori sulla famigerata macchina a seguito della morte di due bambini, gli amici sottolineavano che tanta nobiltà d'animo albergava dentro di lui, che lo portò, inizialmente, a non mettere a repentaglio altre vite umane, non sicuro, ancora, dell'efficienza dello strumento. La classe del 1963 della Jefferson Medical College onorò Gibbon rinominando la Keen Surgical Society in Gibbon Surgical Society e, nel 1990, il nuovo Thomas Jefferson University Hospital in Gibbon Building.